# Seijika-joshi-48-tō

Altes Logo

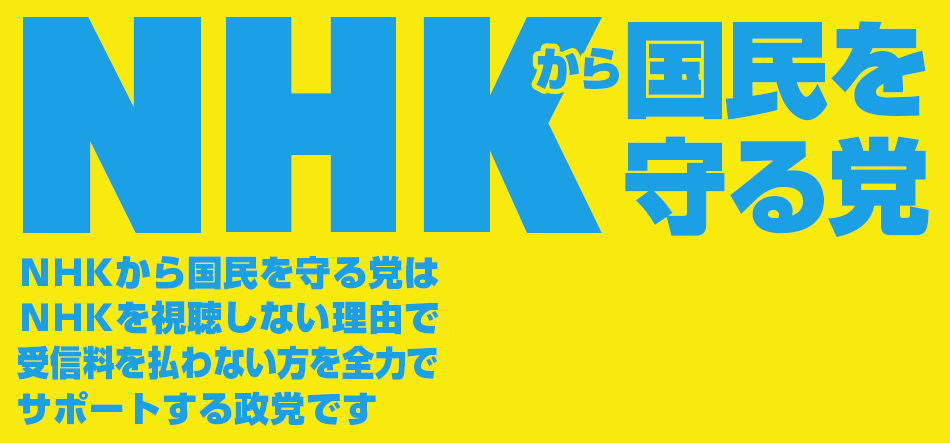
Älteres Logo

Die Seijika-joshi-48-tō (jap. 政治家女子48党 seijika-joshi-fourty-eight-tō, deutsch ‚Politiker-Frauen/Mädchen-fourty-eight-Partei‘) ist eine politische Partei in Japan. Als „Ein-Themen-Partei“ fordert sie durch eine Änderung des Rundfunkgesetzes (放送法, hōsō-hō) die Abschaffung der Empfangsgebühr (受信料 jushinryō), mit der die öffentlich-rechtliche Rundfunkanstalt NHK bisher finanziert wird.
Von 2013 bis 2020 hieß die Partei NHK kara kokumin o mamoru tō (NHKから国民を守る党, etwa „Partei zum Schutz der Bürger vor der NHK“; kurz NKokutō N国党 oder NKoku N国). Danach nannte sie sich für kurze Zeit NHK kara ji-kokumin o mamoru tō (NHKから自国民を守る党, nur bedingt sprachlich flüssig, etwa „Partei zum Schutz der Bürger selbst vor der NHK“), aber die Verwendung der mit diesem Namen gewünschten Abkürzung Jimintō (自民党), also die der LDP, wurde ihr nicht genehmigt, stattdessen kürzte sie sich als NHK ab. Im Februar 2021 benannte sich die Partei offiziell in NHK jushinryō o shiharawanai hōhō o oshieru tō (ＮＨＫ受信料を支払わない方法を教える党, etwa „Partei, die eine Methode lehrt, die NHK-Empfangsgebühr nicht zu bezahlen“) um, die selbstgewählte Kurzbezeichnung wurde erstmals NHK-tō. Medien verwendeten auch die Abkürzung N党 N-tō, deutsch ‚N-Partei‘. Im Mai 2021 folgte eine weitere Umbenennung in Furui seitō kara kokumin o mamuru tō (古い政党から国民を守る党), die „Partei, die das Volk/die Bürger vor den alten politischen Parteien beschützt“, die selbstgewählte Kurzbezeichnung ist Furui tō (古い党), die „alte Partei“. Ab Juni 2021 hieß sie Arashi no Tō (嵐の党), „Partei des Sturms“, im Juli 2021 benannte sie sich um in NHK to saiban shiteru tō bengoshi-hō 72-jō ihan de (NHKと裁判してる党弁護士法72条違反で, etwa „Partei, die wegen Verstoßes gegen Art. 72 Anwaltsgesetz gegen die NHK vor Gericht zieht“), die Abkürzung wurde erneut NHK-tō/NHK党. Im Januar 2022 wurde der Parteiname in NHK jushinryō o shiharawanai kokumin o mamoru tō (NHK受信料を支払わない国民を守る党, etwa „Partei, die Bürger schützt, die die NHK-Empfangsgebühr nicht bezahlen“) geändert. Ab April 2022 hieß sie nicht nur als Abkürzung, sondern mit vollem Namen formal NHK-tō (NHK党). Im März 2023 nahm die Partei ihren heutigen Namen an.

## Geschichte
Die NHK kara Kokumin o Mamoru Tō wurde am 17. Juni 2013 als NHK jushinryō fubarai tō (NHK受信料不払い党, etwa „Partei für die Nichtzahlung der Empfangsgebühr“) durch den ehemaligen NHK-Mitarbeiter Takashi Tachibana gegründet. Tachibana hatte die NHK im April 2005 verlassen, nachdem er einen internen Skandal veröffentlicht hatte. Am 23. Juli 2013 wurde der Parteiname zur heutigen Bezeichnung geändert. Die „politische Gruppierung“ trat erstmals zur Wahl des Stadtparlaments von Settsu im September des Jahres an, in das Tachibana mit 317 Stimmen nicht einziehen konnte.
Im April 2015 verzeichnete er erstmals einen Erfolg und wurde in das Stadtparlament von Funabashi gewählt. Weitere „NHK kara Kokumin o Mamoru Tō“-Kandidaten wurden im Dezember 2015 in Asaka und im April 2016 in Shiki in die jeweiligen Stadtparlamente gewählt. 2016 kandidierte Tachibana für die Gouverneurswahl in Tokio und legte damit automatisch sein Mandat in Funabashi nieder. Er unterlag mit 27.241,975 Stimmen auf Platz 8 (21 Kandidaten) klar Yuriko Koike, konnte jedoch die Bekanntheit der NHK kara Kokumin o Mamoru Tō durch diese Wahl erheblich steigern. In den folgenden Jahren steigerte die Partei ihre Abgeordnetenzahl bei Kommunalwahlen und gewann alleine bei den einheitliche Regionalwahlen im April 2019 26 Sitze.
Zur Oberhauswahl 2019 stellte die Partei 41 Kandidaten auf (4 in der Verhältniswahl, 37 in Wahlkreisen). Sie erhielt in der Verhältniswahl 1,97 % der Stimmen und gewann damit knapp einen Sitz, der an Tachibana ging. Er selbst wurde mit 130.233 Stimmen eindeutig an die Spitze der Parteiliste gewählt. Durch die Aufstellung von Kandidaten in vielen Wahlkreisen erzielte die Partei in der Direktwahl insgesamt ein Ergebnis von 3,02 %, wodurch sie die zur Anerkennung als politische Partei erforderlichen gesetzlichen Bedingungen erstmals erfüllte. Um die mediale Präsenz der NHK kara Kokumin o Mamoru Tō zu erhöhen, strebte Tachibana Parteieintritte von mindestens vier parteilosen Abgeordneten an. Als erster Parteiloser schloss sich der frühere Nippon-Ishin-no-Kai-Abgeordnete Hodaka Maruyama am 29. Juli der Partei an. Kurz darauf bildete Tachibana mit Yoshimi Watanabe die Fraktion Minna no Tō („Partei aller“; in Anlehnung an Watanabes frühere Partei Minna no Tō), Watanabe lehnte einen Parteieintritt jedoch ab.
Im August 2019 wurde der Journalist Takashi Uesugi zum Generalsekretär ernannt. Er kündigte an, bei der nächsten Wahl zum Unterhaus, die regulär 2021 stattfindet, jedoch jederzeit vorgezogen werden könnte, in allen 289 Wahlkreisen Kandidaten aufstellen zu wollen.
Im März 2023 wurde dem bei der Wahl 2022 gewählte Oberhausabgeordneten Yoshikazu Higashitani, auch bekannt unter seinem YouTube-Namen GaaSyy (ガーシー gāshī), der von der Polizei gesucht wurde, in den VAE lebte und noch nie das Parlament betreten hatte, als erster Parlamentsabgeordneter in 72 Jahren und als dritter Abgeordneter beider Kammern des Nachkriegsparlaments überhaupt vom Oberhaus einstimmig sein Mandat entzogen (erfordert Zweidrittelmehrheit). Nachrücker wurde Ken’ichirō Saitō. Higashitani wurde später bei seiner Rückkehr nach Japan festgenommen. Takashi Tachibana erklärte seinen Rücktritt vom Parteivorsitz. Um die Nachfolge und im Streit um die Parteifinanzen entbrannte parteiinterner Streit.

## Wahlergebnisse

### National
| Jahr               | Unterhauswahlergebnisse | Unterhauswahlergebnisse | Unterhauswahlergebnisse | Unterhauswahlergebnisse | Unterhauswahlergebnisse | Unterhauswahlergebnisse | Oberhauswahlergebnisse | Oberhauswahlergebnisse | Oberhauswahlergebnisse | Oberhauswahlergebnisse | Oberhauswahlergebnisse | Oberhauswahlergebnisse | Oberhauszusammensetzung |
| Jahr               | Kandidaten              | Mehrheitswahl           | Mehrheitswahl           | Verhältniswahl          | Verhältniswahl          | Mandate gesamt          | Kandidaten             | Mehrheitswahl          | Mehrheitswahl          | Verhältniswahl         | Verhältniswahl         | Mandate gesamt         | Oberhauszusammensetzung |
| Jahr               | Kandidaten              | Stimmenanteil           | Mandate                 | Stimmenanteil           | Mandate                 | Mandate gesamt          | Kandidaten             | Stimmenanteil          | Mandate                | Stimmenanteil          | Mandate                | Mandate gesamt         | Oberhauszusammensetzung |
| ------------------ | ----------------------- | ----------------------- | ----------------------- | ----------------------- | ----------------------- | ----------------------- | ---------------------- | ---------------------- | ---------------------- | ---------------------- | ---------------------- | ---------------------- | ----------------------- |
| Bei Parteigründung | Bei Parteigründung      | Bei Parteigründung      | Bei Parteigründung      | Bei Parteigründung      | Bei Parteigründung      | 0/465                   |                        |                        |                        |                        |                        |                        | 0/242                   |
| 2019               |                         |                         |                         |                         |                         |                         | 41                     | 3,0 %                  | 0/74                   | 2,0 %                  | 1/50                   | 1/124                  | 1/245                   |
| 2021               | 30                      | 0,3 %                   | 0/289                   | 1,4 %                   | 0/176                   | 0/465                   |                        |                        |                        |                        |                        |                        |                         |
| 2022               |                         |                         |                         |                         |                         |                         | 82                     | 2,1 %                  | 0/75                   | 2,4 %                  | 1/50                   | 1/125                  | 2/248                   |

## Derzeitige Abgeordnete im Nationalparlament
Stand: April 2023
- im Oberhaus
  - Klasse von 2019 (Mandat bis 2025)
    - Satoshi Hamada (Verhältniswahlkreis, 1. Amtszeit; Nachrücker für Takashi Tachibana im Oktober 2019)

  - Klasse von 2022 (Mandat bis 2028)
    - Ken’ichirō Saitō (Verhältniswahlkreis, 1. Amtszeit; Nachrücker für Yoshikazu Higashitani im März 2023)